# ハティヴィル
ハティヴィル（ハッティビル、ハティビル、Hattieville）はベリーズ中部の村。ベリーズ郡に属し、ベリーズシティから西へ16マイル（約25キロメートル）の内陸部に位置している。標高は海抜60メートル。人口は2010年国勢調査によると2,344人で、郡内で5番目に多い。世帯数は630世帯で、性別は男性が1,104人、女性が1,240人であった。
1961年10月31日にベリーズを襲ったハリケーン・ハティによってベリーズシティが壊滅的な被害を受け、家を失った住人の難民キャンプとして形成された。初めはテントであったが、数か月後に仮設住宅が建設され、ハティヴィルと呼ばれるようになった。
2007年3月17日から5月12日まで、アメリカ合衆国の海外支援のニューホリゾンズ作戦の一環として、ハティヴィル公立学校に2つの教室が増設された。任務はルイジアナ州陸軍州兵が担当した。
国内唯一の刑務所であるベリーズ中央刑務所（旧称ハティヴィル刑務所）が北の外れに所在する。
- 1975年に撮影したハティヴィル
- ハティヴィルの空撮写真（2015年撮影）
- ベリーズ中央刑務所（2016年撮影）